# Prevlaka Ak-Monay
Prevlaka Ak-Monay (ukr. Ак-Монайський перешийок, krim. tat. Aq Manay boynu, rus. Ак-Монайский перешеек) ili Parpaška prevlaka (rus. Парпачский перешеек) je suženje poluotoka Krima na 17 km širine između Feodosijskog zaljeva (Crno more) na jugu i Sivaša i Arabatskog zaljeva (Azovsko more) na sjeveru. Prevlaka povezuje Kerčki poluotok s ostatkom Krima.
Imena su dobila po prijašnjim imenima sela Kamenskoe (Ak-Monay) i Yachmennoe (Parpach).